# Niittyrivier
Niittyrivier (Zweeds – Fins: Niittyjoki) is een rivier, die stroomt in de Zweedse  gemeente Pajala. De rivier verzorgt de afwatering van de Niittymeren; ze stroomt naar het zuiden en stroomt na circa vijf kilometer de Merasrivier in.
Afwatering: Niittyrivier → Merasrivier → Muonio → Torne → Botnische Golf